# Platycheirus cryophilus
Platycheirus cryophilus är en tvåvingeart som beskrevs av Nielsen 2007. Platycheirus cryophilus ingår i släktet fotblomflugor, och familjen blomflugor. Inga underarter finns listade i Catalogue of Life.